# Kicking Specialist
Kicking Specialist ist die Bezeichnung für eine Position im American Football und Canadian Football. 
Kicking Specialists üben alle Tätigkeiten aus, bei denen der Ball mit dem Fuß getreten werden muss, also Punts, Field Goals, Point after Touchdowns und/oder Kickoffs. Kicking Specialists üben normalerweise keine weiteren Positionen aus. Die gegenteilige Position ist der Return Specialist.